# Rian James
Rian James (Eagle Pass, 3 ottobre 1899 – Newport Beach, 26 aprile 1953) è stato uno sceneggiatore statunitense.

## Biografia
Autore di numerosi libri e di svariati adattamenti cinematografici e sceneggiature originali James comincia la propria carriera come giornalista per il Brooklin Eagle. Diventa successivamente un corrispondente estero per poi cambiare registro diventando pilota d'aerei, stuntman e altro ancora approdando alla fine alla scrittura.
Nel 1933 firma Quarantaduesima strada diretto da Lloyd Bacon, nel 1936 scrive La sedia del testimone film meno fortunato del precedente firmato da George Nicholls Jr.. Nel 1937 segue La figlia perduta un gangster movie diretto da Alfred Santell. Uno dei suoi ultimi e migliori lavori è Vita rubata, film messicano tratto da una sua pièce e diretto da Roberto Gavaldón.
Muore nel 1953.

## Filmografia

### Sceneggiatore
- Love Is a Racket, regia di William A. Wellman - romanzo (1932)
- Crooner, regia di Loyd Bacon - soggetto (1932)
- Hat Check Girl, regia di Sidney Lanfield - soggetto (1932)
- Lawyer Man, regia di William Dieterle - sceneggiatura (1932)
- Uomini nello spazio (Parachute Jumper), regia di Alfred E. Green - soggetto (1933)
- Quarantaduesima strada (42nd Street), regia di Lloyd Bacon - sceneggiatura (1933)
- Ala errante (Central Airport), regia di William A. Wellman e Alfred E. Green - sceneggiatura (1933)
- Private Detective 62, regia di Michael Curtiz - sceneggiatura (1933)
- Best of Enemies, regia di Rian James - sceneggiatura (1933)
- She Had to Say Yes, regia di George Amy e Busby Berkeley - sceneggiatura (1933)
- Mary Stevens, M.D., regia di Lloyd Bacon sceneggiatura (1933)
- The Big Shakedown, regia di John Francis Dillon - sceneggiatura (1934)
- Bedside, regia di Robert Florey (1934)
- Il trionfo della vita (Stand Up and Cheer!), regia di Hamilton MacFadden - contributi, non accreditato (1934)
- The Dragon Murder Case, regia di H. Bruce Humberstone - adattamento (1934)
- Gift of Gab, regia di Karl Freund - sceneggiatura (1934)
- The White Parade, regia di Irving Cummings - romanzo, sceneggiatura (1934)
- Transient Lady, regia di Edward Buzzell (1935)
- It Happened in New York, regia di Alan Crosland - sceneggiatura (1935)
- Abbasso le bionde (Redheads on Parade), regia di Norman Z. McLeod - sceneggiatura (1935)
- To Beat the Band, regia di Benjamin Stoloff - sceneggiatura (1935)
- We're Only Human, regia di James Flood - sceneggiatura (1935)
- La sedia del testimone (The Witness Chair), regia di George Nichols Jr. - sceneggiatura (1936)
- Follie d'inverno (Swing Time), regia di George Stevens - contributi, non accreditato (1936)
- L'incontentabile (Walking on Air), regia di Joseph Santley - sceneggiatura (1936)
- La figlia perduta (Internes Can't Take Money) - sceneggiatura
- Exclusive, regia di Alexander Hall - sceneggiatura (1937)
- Pattuglia sottomarina (Submarine Patrol), regia di John Ford (1938)
- The Gorilla, regia di Allan Dwan - sceneggiatura (1939)
- Susanna e le giubbe rosse (Susannah of the Mounties), regia di William A. Seiter e, non accreditato, Walter Lang - contributi, non accreditato (1939)
- La casa delle fanciulle (The Housekeeper's Daughter), regia di Hal Roach - sceneggiatura (1939)
- L'errore del dio Chang (Turnabout), regia di Hal Roach - dialoghi addizionali (1940)
- Notti argentine (Down Argentine Way), regia di Irving Cummings - soggetto (1940)
- Una gabbia di matti (Broadway Limited), regia di Gordon Douglas - sceneggiatura originale (1941)
- This Time for Keeps, regia di Charles Reisner - sceneggiatura (1942)
- Not a Ladies' Man, regia di Lew Landers - sceneggiatura (1942)
- Parachute Nurse, regia di Charles Barton - sceneggiatura (1942)
- Eve Knew Her Apples, regia di Will Jason - soggetto (1945)
- Vita rubata (La otra), regia di Roberto Gavaldón - soggetto (1946)
- La forteresse
- Il passato è sempre presente (Whispering City), regia di Fyodor Otsep - sceneggiatura (1947)

### Regista
- Best of Enemies (1933)